# International Falls (Minnesota)
International Falls település az Amerikai Egyesült Államok Minnesota államában, Koochiching megyében, melynek megyeszékhelye is. Lakosainak száma 5802 fő (2020. április 1.).

## Népesség
A település népességének változása:

| 2010 | 6 424 |
| 2020 | 5 802 |